# Apsley End
Apsley End – osada w Anglii, w hrabstwie ceremonialnym Bedfordshire, w dystrykcie (unitary authority) Central Bedfordshire. Leży 17 km na południe od centrum miasta Bedford i 57 km na północ od centrum Londynu.